# IPad Mini
iPad Mini es un dispositivo tipo tableta de la compañía estadounidense Apple Inc. Se lanzó junto con el iPad de cuarta generación o iPad el 23 de octubre de 2012 para Estados Unidos y otros países de Europa. En México fue lanzada el 23 de noviembre de 2012. La tableta posee una pantalla de 7,9 pulgadas, buscando ser un dispositivo de mejor transporte que el iPad 4, de tamaño muy próximo al de un libro. Integra como CPU un chip A5 (dual-core, el mismo que el iPad 2), así como una cámara FaceTime con 1,2 MP (cámara frontal), una cámara iSight con grabación de vídeo HD real de 1080p y con 5MP (cámara trasera), tecnología de redes móviles 4G/LTE, y más de 275.000 Apps listas para descargar desde la App Store debido a que tiene la misma resolución que el iPad 2, 1.024x768 pixeles con una densidad de 163ppp (pixeles por pulgada).
Este iPad posee una cubierta trasera de aluminio anodizado y su batería de polímeros de litio.
Un aspecto que comparte con el iPhone es la disposición de sus altavoces, que no quedan solapados al apoyar el dispositivo en superficie plana. Ha sido el primer iPad en incorporar dos altavoces, seguido por el recién llegado iPad Air, los anteriores llevan uno. También incluye el sistema operativo iOS 6 (actualizable a iOS 9) y viene acompañado de Siri, el asistente virtual de voz de Apple.
El sucesor del iPad mini es el iPad mini con Pantalla Retina, con una resolución de pantalla de 2048 x 1536 (326 pixeles por pulgada), chip A7 con arquitectura de 64 bits y coprocesador de movimiento M7, y supuestamente con las mismas dimensiones del iPad mini original pero con un peso incrementado en 23 gramos (331 gramos), cámara de FaceTime con 1,2 MP (cámara frontal), una cámara iSight con grabación de vídeo HD real de 1080p y con 5MP (cámara trasera). Apple denomina la estructura de aluminio del iPad mini, ligera y sólida: unibody, se puede decir que es una de las mejores tabletas que han existido.
Ha habido 3 generaciones posteriores, una de ellas la que se podría llamar iPad mini 3, incorporó el lector de huellas dactilar para desbloquear el iPad y para hacer compras en el App Store pero por lo demás es casi lo mismo que el iPad mini con pantalla de retina (2); 
la última generación es el iPad mini 4 que además de lector de huellas es más delgado que las tres generaciones anteriores y lleva el procesador A8 así como 2GB de memoria RAM.